# Kui Buri-Nationalpark
Der Kui Buri-Nationalpark (thailändisch อุทยานแห่งชาติกุยบุรี) ist ein Nationalpark in Thailand. Er befindet sich im Tenasserim-Gebirge in der Provinz Prachuap Khiri Khan. Im Norden grenzt er an den Kaeng Krachan-Nationalpark.

## Tierwelt
Der Nationalpark beherbergt etwa 250 wilde Asiatische Elefanten und die, mit über 100 Exemplaren, groesste Gaur-Population Thailands Gaure. Diese weiden gemeinsam mit Banteng-Rindern auf den offenen Savannen-Grasländern des Parks.
2013 wurden innerhalb weniger Tage 24 Gaur tot aufgefunden, woraufhin der Nationalpark für 8 Monate geschlossen wurde. Als Todesursache wurde ein bakterieller Infekt ermittelt. Mittlerweile hat sich die Population wieder erholt.
Weitere bedrohte Großtiere die im Park ein Refugium finden, sind Indochina-Tiger, Nebelparder, Kragenbären, Goldschakale, Malaienbären und Schabrackentapire. In den 1990er Jahren kam es häufig zu Konflikten zwischen Farmern und Wildtieren. Auf Weisung von König Bhumibol Adulyadej wurden Dämme außerhalb des Parks gebaut, was den Bauern ermöglichte dort Felder zu bewässern. Daraufhin verlegten viele Bauern ihre Felder vom Parkgebiet in die Randbereiche was den Wildtieren mehr Raum verschaffte. Die Bestände der Wildtiere steigen inzwischen. Die Wilderei konnte durch den Einsatz von Rangern eingeschränkt werden.